# Лорри-ле-Мес
Лорри-ле-Мес (фр. Lorry-lès-Metz) — коммуна на северо-востоке Франции в регионе Гранд-Эст (бывший Эльзас — Шампань — Арденны — Лотарингия), департамент Мозель, округ Мец, кантон Кото-де-Мозель. До марта 2015 года коммуна административно входила в состав упразднённого кантона Вуаппи (округ Мец-Кампань).

## Географическое положение

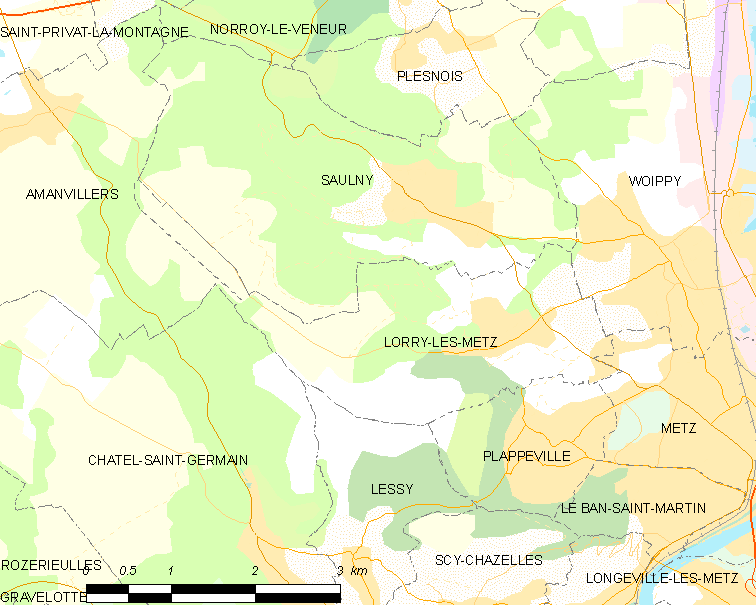
На карте

Коммуна расположена в 280 км к востоку от Парижа и в 5 км к юго-западу от Меца.
Площадь коммуны — 6,09 км², население — 1405 человек (2006) с выраженной тенденцией к росту: 1722 человека (2013), плотность населения — 282,8 чел/км². Ранее входила в состав Лотарингии.

## Население
Численность населения коммуны в 2008 году составляла 1404 человека, в 2011 году — 1550 человек, а в 2013-м — 1722 человека.
| 1962 | 1968 | 1975 | 1982 | 1990 | 1999 | 2006 | 2008 | 2011 | 2013 |
| ---- | ---- | ---- | ---- | ---- | ---- | ---- | ---- | ---- | ---- |
| 799  | 952  | 1224 | 1369 | 1365 | 1433 | 1405 | 1404 | 1550 | 1722 |

Динамика населения:

## Экономика
В 2010 году из 990 человек трудоспособного возраста (от 15 до 64 лет) 704 были экономически активными, 286 — неактивными (показатель активности 71,1 %, в 1999 году — 68,2 %). Из 704 активных трудоспособных жителей работали 657 человек (339 мужчин и 318 женщин), 47 числились безработными (22 мужчины и 25 женщин). Среди 286 трудоспособных неактивных граждан 112 были учениками либо студентами, 130 — пенсионерами, а ещё 44 — были неактивны в силу других причин.

## Достопримечательности (фотогалерея)

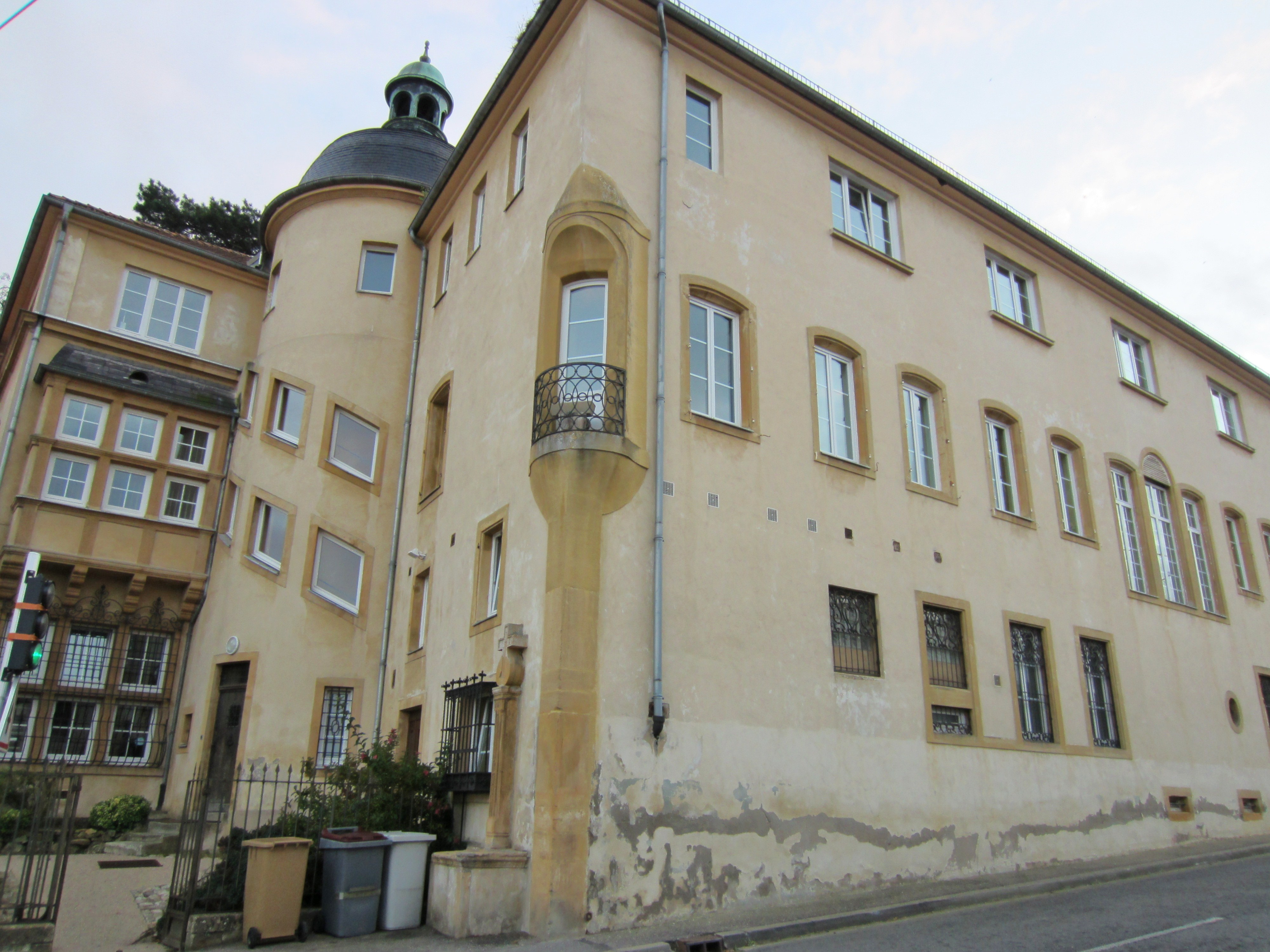
Шато Мольбер
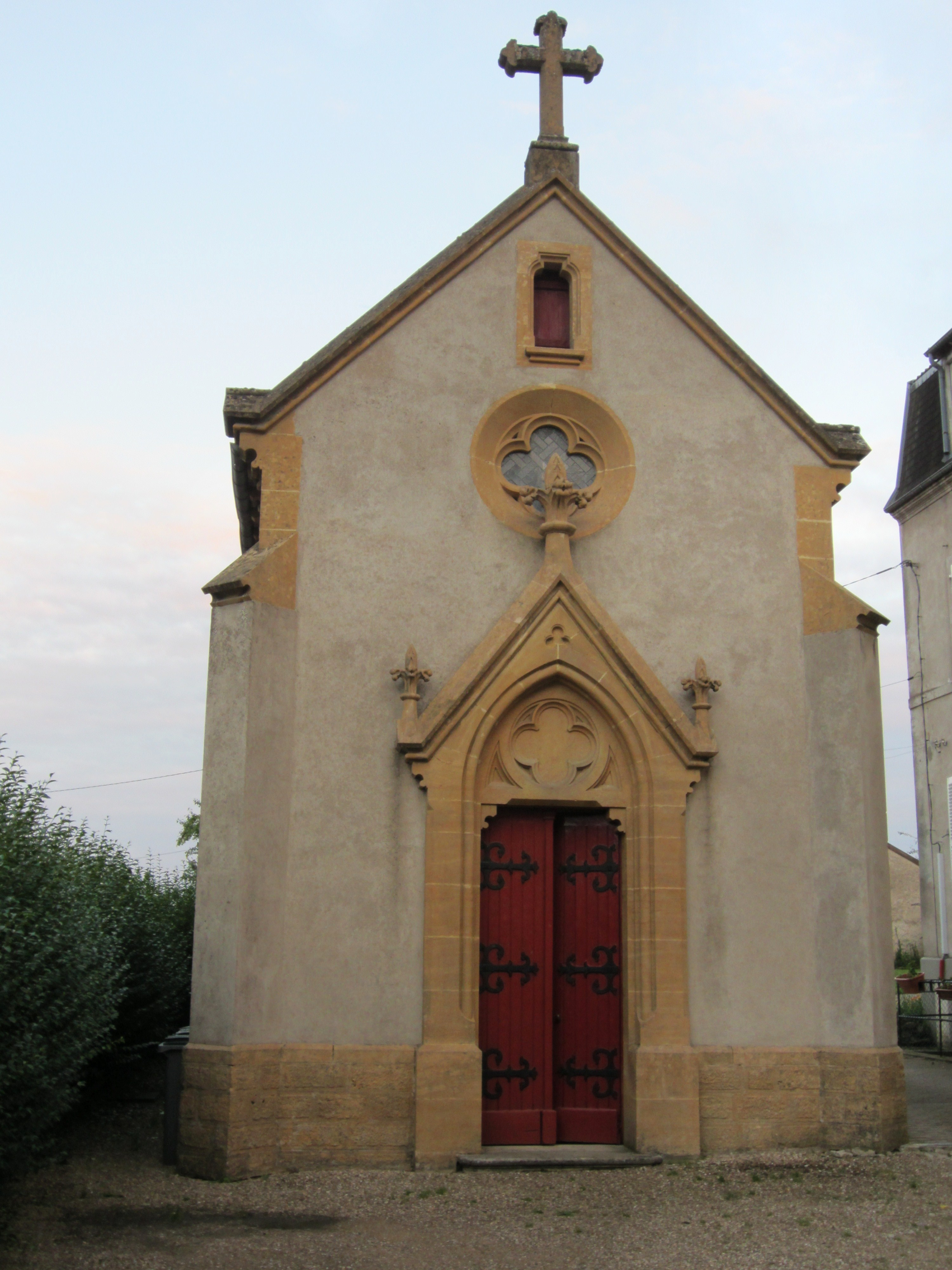
Часовня шато Мольбер
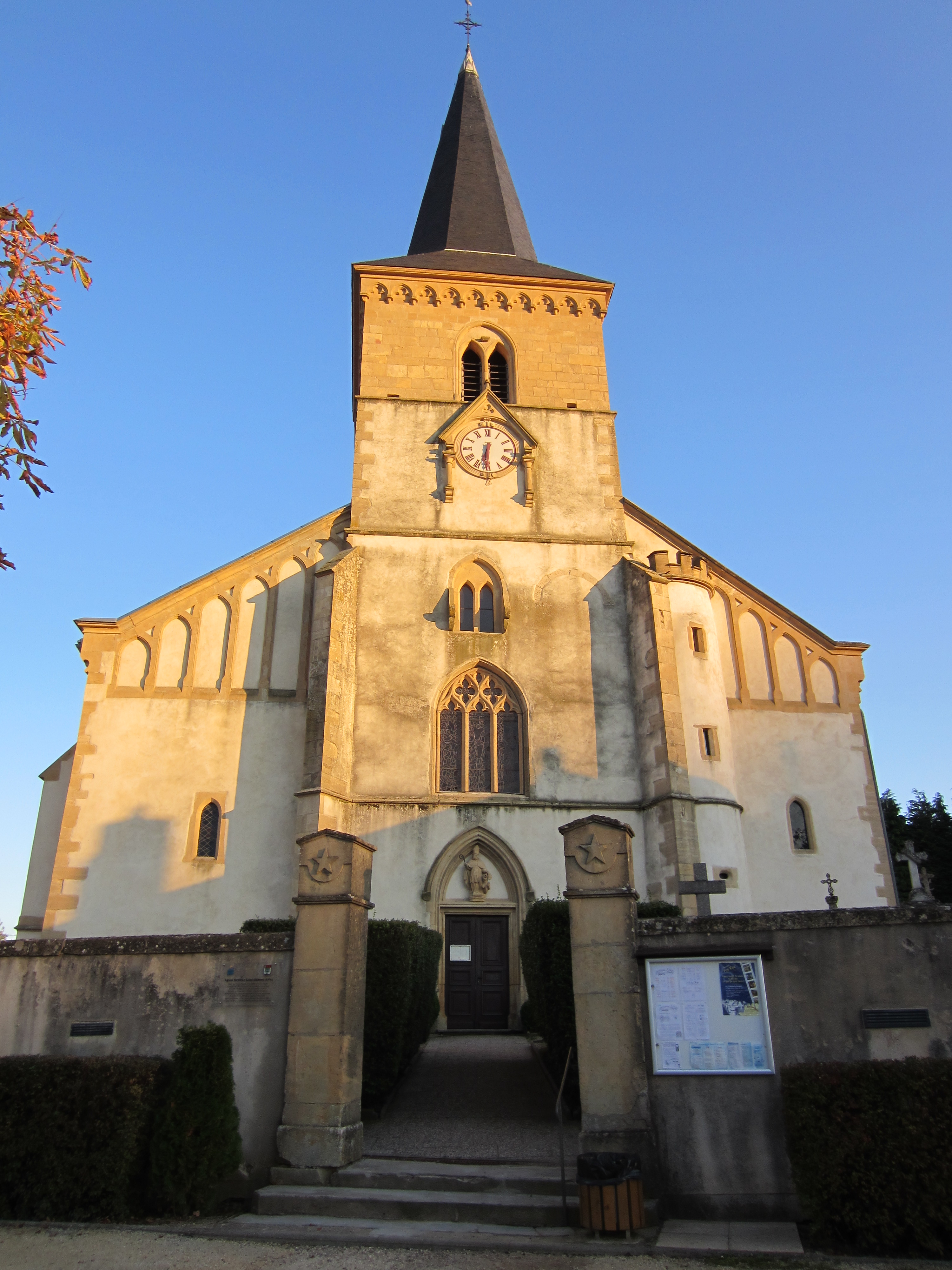
Церковь Сен-Климент
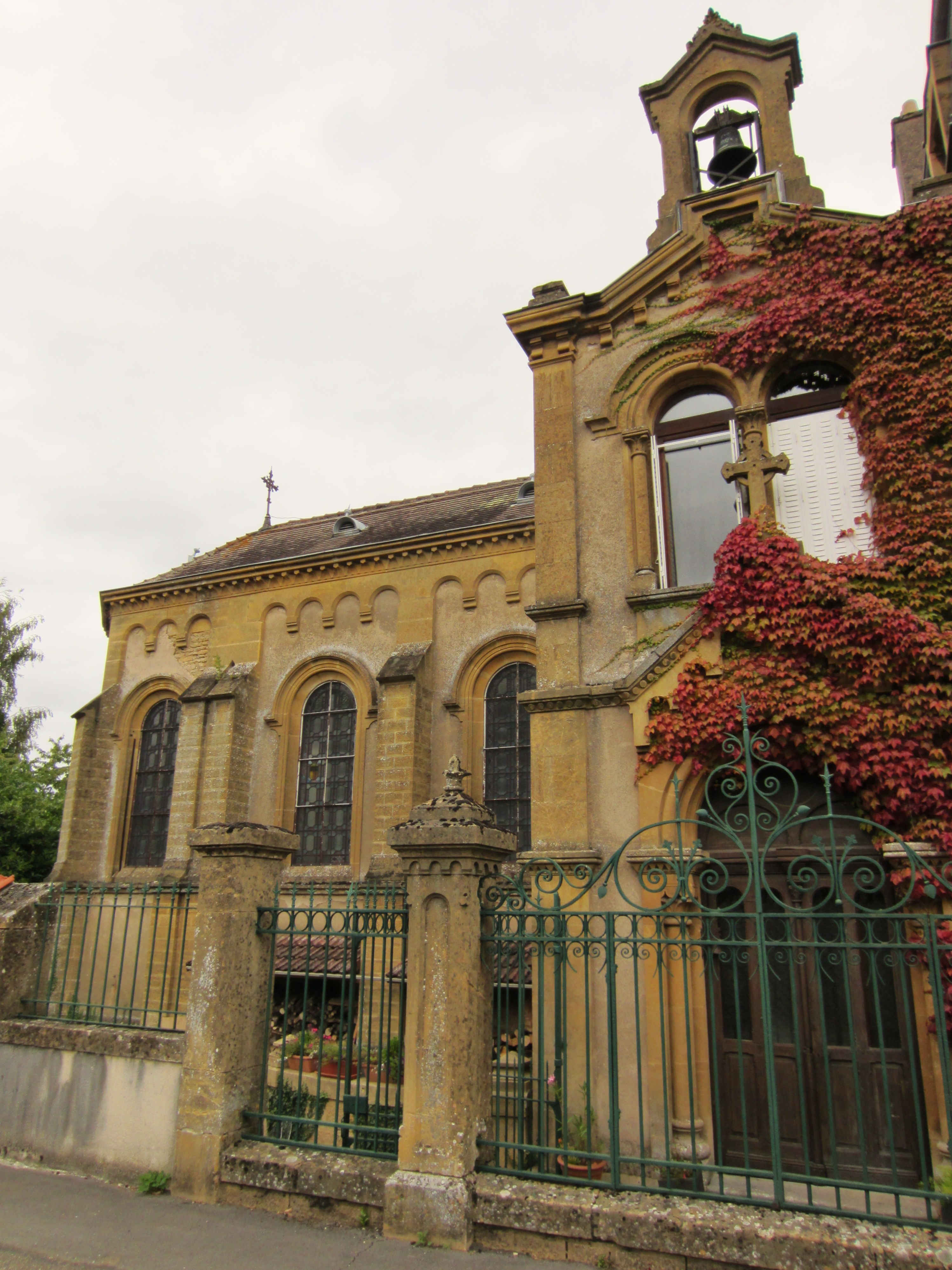
Бывшая монастырская церковь
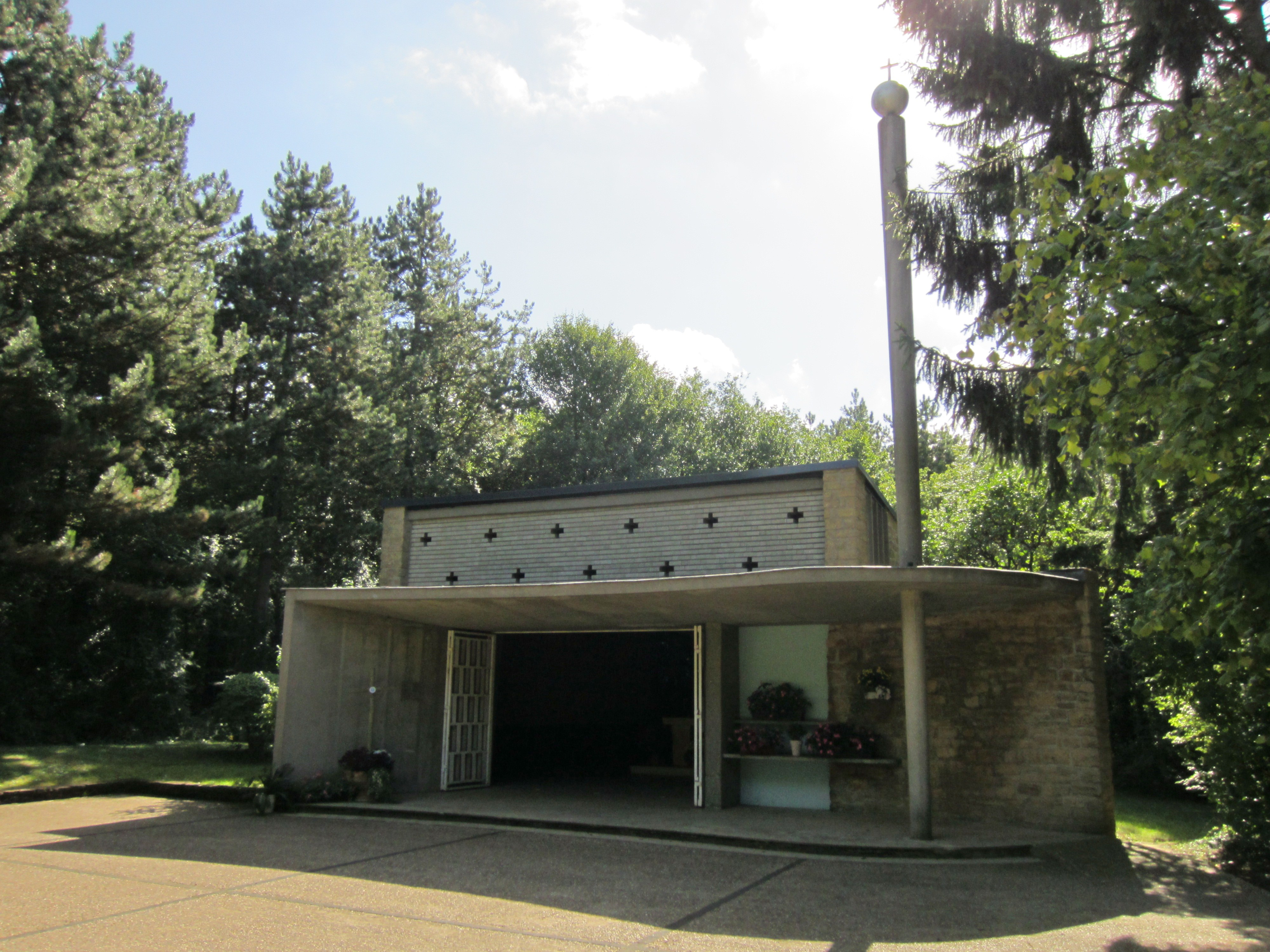
Часовня Нотр-Дам